# The Muppet Show
The Muppet Show is een  Brits-Amerikaans komisch televisieprogramma met in de hoofdrol Jim Hensons poppen de Muppets. Het programma speelt zich af in een theater, waar veelal vreemde acts worden opgevoerd door onkundige artiesten. De optredens variëren van slapstickhumor tot absurde gebeurtenissen en parodieën. Het programma wordt gepresenteerd door Kermit de Kikker. Veel wereldberoemde zangers en acteurs waren door de jaren heen te gast.
De serie liep van 1976 tot 1981, al werden er in 1974 en 1975 reeds twee pilotafleveringen gemaakt, en telt in totaal 120 afleveringen. In Nederland werd het programma door de KRO uitgezonden. De serie heeft een aantal spin-offs met zich meegebracht, waaronder meerdere films en een stripserie.

## Geschiedenis
Vanaf 1969 kregen Jim Hensons creaties, de Muppets, door het programma Sesame Street steeds meer het stempel 'kinderamusement' opgedrukt, iets waar hij van tevoren al bang voor was. Henson zelf heeft de Muppets altijd vooral gezien als vermaak voor een ouder publiek en wilde dan ook niet dat hijzelf en zijn creaties enkel met kinderprogramma's zouden worden geassocieerd. Daarom begon hij ook plannen te maken voor een programma voor een volwassen publiek. In 1974 en 1975 maakte hij hiertoe twee specials: The Muppets Valentine Show en The Muppet Show: Sex and Violence. Geen van beide slaagde erin om Hensons idee voor de Muppet Show aan te laten slaan bij een groot televisienetwerk. CBS kwam echter met het idee dat Henson de serie zelf kon produceren en eenmaal per week kon laten uitzenden tussen 7.30 en 8.00 's avonds. Deze tijdsperiode was namelijk door de Federal Communications Commission opengesteld voor programma's die niet van een van de grote televisienetwerken van die tijd waren.
Lew Grade, hoofd van het Britse commerciële televisiestation ATV, bood Henson een deal aan om de serie te produceren in de ATV-studio's in Elstree. De serie kon door ITC Entertainment worden verkocht aan studio's buiten het Verenigd Koninkrijk.
Voor de opnames van de serie haalde Henson er poppenspelers bij die al eerder voor hem hadden gewerkt, waaronder Frank Oz, Jerry Nelson, Richard Hunt, Eren Ozker en John Lovelady, maar trok in de loop van de serie ook nieuwe mensen aan, zoals Steve Whitmire, Louise Gold en Kathy Mullen. Jerry Juhl en Jack Burns waren twee schrijvers van de serie.
Sinds 2015 is er een nieuwe serie gestart genaamd 'up late with Miss Piggy'. Dit gaat over een latenightshow waar iedere avond een gast langskomt gepresenteerd door Miss Piggy. Het speelt zich af in een televisiestudio met kantoor, kantine, vergaderruimte en nog verscheidene andere plekken. De serie bevat één seizoen met 16 afleveringen. De meest voorkomende Muppetpersonages zijn: Kermit de Kikker, Miss Piggy, Fozzie Bear, Scooter en Dr. Teeth and the Electric Mayhem.

## Opzet
De serie speelt zich af in een oud vaudevilletheater waarvan de gloriedagen duidelijk voorbij zijn. In aflevering 6 meldt Kermit dat het theater "The Benny Vandergast Memorial Theater" heet, maar doorgaans wordt gesproken over "The Muppet Theater". Volgens het boek The Phantom of the Muppet Theater is het theater in 1802 gebouwd door een acteur genaamd John Stone, hoogstwaarschijnlijk een knipoog naar Sesame Street-regisseur Jon Stone. Het theater is eigendom van J.P. Grosse, de oom van Scooter. Het theater kent verschillende locaties die in de serie een rol spelen, zoals de kleedkamers, de opslagruimte en de lobby. De meeste onderdelen van het programma spelen zich echter af op het toneel.
Het programma bestaat uit een reeks van sketches en andere optredens. Tussen deze optredens door krijgt men te zien wat er zich achter de schermen van het theater afspeelt. Enkele regelmatig terugkerende onderdelen zijn:
- Gong- of trompetintro – aan het eind van het introlied probeert Gonzo het programma altijd in te luiden met een slag op een gong (seizoen 1) of een trompetsolo (seizoen 2 tot en met 5), waarbij hij de laatste noot van het lied moet spelen. Dit gaat echter iedere keer mis. De manier waarop zijn trompetsolo mislukt is in elke aflevering anders. Alleen in aflevering 47 (met John Cleese) slaagt hij er met succes in de noot te spelen, tot zijn eigen verbazing.
- At the Dance – een vaste sketch in het eerste seizoen, maar vanaf seizoen 2 minder vaak gebruikt. Hierbij wordt een dans opgevoerd, vaak voorzien van snelle oneliner-grappen.
- Bear on Patrol – een sketch over Fozzie als politieagent, met Link Hogthrob als zijn incompetente commissaris.
- Fozzie's Act – Fozzie probeert een stand-upcomedyact uit te voeren, maar zijn grappen zijn doorgaans van bedenkelijke kwaliteit. Deze sketch werd steeds minder gebruikt naarmate Fozzie een grotere rol kreeg in scènes die zich achter de schermen van het theater afspelen.
- Muppet Labs – een sketch over de laatste uitvindingen van Dr. Bunsen Honeydew. Zijn assistent Beaker is steevast het slachtoffer van de gebreken die de uitvinding blijkt te hebben.
- Muppet News Flash – een nieuwslezer probeert het laatste nieuws voor te lezen, maar wordt veelal zelf slachtoffer van een ongeluk dat in verband staat met het zojuist voorgelezen nieuwsbericht.
- Pigs in Space – een parodie op sciencefictionseries zoals Star Trek. Centraal staat het ruimteschip USS Swinetrek. Vaste personages zijn Captain Link Hogthrob, First Mate Piggy en Dr. Julius Strangepork.
- Zweedse Kok – een parodie op kookprogramma's. De Zweedse Kok probeert elke keer met veel enthousiasme een gerecht te bereiden.
- Veterinarian's Hospital – een parodie op de soapserie General Hospital en andere ziekenhuisseries. Dr. Bob en zusters Piggy en Janice proberen iedere keer in de operatiekamer een patiënt te helpen, maar vervallen al gauw in het maken van flauwe moppen en woordgrappen.
- Wayne en Wanda – een sketch die doorgaans wordt ingeleid door Sam the Eagle als zijnde "verantwoord entertainment". De twee proberen ieder optreden een lied te zingen, wat steevast eindigt in een ramp. Ze zijn een slapstick-eerbetoon aan Nelson Eddy en Jeanette MacDonald.

Het gebeurt niet zelden dat twee sketches in elkaar overlopen, of dat personages/gebeurtenissen uit de ene sketch onverwacht terugkeren in een volgende sketch.

## Personages
Veel van Hensons creaties hadden minimaal één keer een rol in de serie. Enkele vaste rollen waren die van Kermit de Kikker, Miss Piggy, Fozzie Beer, Statler en Waldorf, de Zweedse Kok, Dr. Teeth, Sam the Eagle en Gonzo.

## Gastoptredens
In elke aflevering trad een beroemde gast op. Geen enkele ster speelde in meer dan één aflevering mee, al had John Denver naast zijn optreden in een aflevering ook een rol in twee specials. In een enkele aflevering speelde er in plaats van één beroemdheid een bekend duo of trio mee.
Sterren die hun opwachting in de serie hebben gemaakt zijn:
| Eerste seizoen (1976 - 1977)          | Eerste seizoen (1976 - 1977) | Eerste seizoen (1976 - 1977) |
| ------------------------------------- | ---------------------------- | ---------------------------- |
| 1. Juliet Prowse                      | 9. Charles Aznavour          | 17. Ben Vereen               |
| 2. Connie Stevens                     | 10. Harvey Korman            | 18. Phyllis Diller           |
| 3. Joel Grey                          | 11. Lena Horne               | 19. Vincent Price            |
| 4. Ruth Buzzi                         | 12. Peter Ustinov            | 20. Valerie Harper           |
| 5. Rita Moreno                        | 13. Bruce Forsyth            | 21. Twiggy                   |
| 6. Jim Nabors                         | 14. Sandy Duncan             | 22. Ethel Merman             |
| 7. Florence Henderson                 | 15. Candice Bergen           | 23. Kaye Ballard             |
| 8. Paul Williams                      | 16. Avery Schreiber          | 24. Mummenschanz             |
| Tweede seizoen (1977 - 1978)          |                              |                              |
| 1. Don Knotts                         | 9. Madeline Kahn             | 17. Julie Andrews            |
| 2. Zero Mostel                        | 10. George Burns             | 18. Jaye P. Morgan           |
| 3. Milton Berle                       | 11. Dom DeLuise              | 19. Peter Sellers            |
| 4. Rich Little                        | 12. Bernadette Peters        | 20. Petula Clark             |
| 5. Judy Collins                       | 13. Rudolf Noerejev          | 21. Bob Hope                 |
| 6. Nancy Walker                       | 14. Elton John               | 22. Teresa Brewer            |
| 7. Edgar Bergen                       | 15. Lou Rawls                | 23. John Cleese              |
| 8. Steve Martin                       | 16. Cleo Laine               | 24. Cloris Leachman          |
| Derde seizoen (1978 - 1979)           |                              |                              |
| 1. Kris Kristofferson & Rita Coolidge | 9. Liberace                  | 17. Spike Milligan           |
| 2. Leo Sayer                          | 10. Marisa Berenson          | 18. Leslie Uggams            |
| 3. Roy Clark                          | 11. Raquel Welch             | 19. Elke Sommer              |
| 4. Gilda Radner                       | 12. James Coco               | 20. Sylvester Stallone       |
| 5. Pearl Bailey                       | 13. Helen Reddy              | 21. Roger Miller             |
| 6. Jean Stapleton                     | 14. Harry Belafonte          | 22. Roy Rogers & Dale Evans  |
| 7. Alice Cooper                       | 15. Lesley Ann Warren        | 23. Lynn Redgrave            |
| 8. Loretta Lynn                       | 16. Danny Kaye               | 24. Cheryl Ladd              |
| Vierde seizoen (1979 - 1980)          |                              |                              |
| 1. John Denver                        | 9. Beverly Sills             | 17. Cast Star Wars*          |
| 2. Crystal Gayle                      | 10. Kenny Rogers             | 18. Christopher Reeve        |
| 3. Shields & Yarnell                  | 11. Lola Falana              | 19. Lynda Carter             |
| 4. Dyan Cannon                        | 12. Phyllis George           | 20. Alan Arkin               |
| 5. Victor Borge                       | 13. Dizzy Gillespie          | 21. Doug Henning             |
| 6. Linda Lavin                        | 14. Liza Minnelli            | 22. Andy Williams            |
| 7. Dudley Moore                       | 15. Anne Murray              | 23. Carol Channing           |
| 8. Arlo Guthrie                       | 16. Jonathan Winters         | 24. Diana Ross               |
| Vijfde seizoen (1980 - 1981)          |                              |                              |
| 1. Gene Kelly                         | 9. Debbie Harry              | 17. Hal Linden               |
| 2. Loretta Swit                       | 10. Jean-Pierre Rampal       | 18. Marty Feldman            |
| 3. Joan Baez                          | 11. Paul Simon               | 19. Chris Langham            |
| 4. Shirley Bassey                     | 12. Melissa Manchester       | 20. Wally Boag               |
| 5. James Coburn                       | 13. Tony Randall             | 21. Johnny Cash              |
| 6. Brooke Shields                     | 14. Mac Davis                | 22. Buddy Rich               |
| 7. Glenda Jackson                     | 15. Carol Burnett            | 23. Linda Ronstadt           |
| 8. Señor Wences                       | 16. Gladys Knight            | 24. Roger Moore              |

* Mark Hamill, Peter Mayhew, Anthony Daniels en Kenny Baker

## Prijzen
The Muppet Show werd genomineerd voor 21 Emmy Awards, waarvan er 4 werden gewonnen. De eerste was in 1978. Toen won het programma de Primetime Emmy voor Outstanding Comedy-Variety or Music Series. Het programma werd ook 11 keer genomineerd voor een BAFTA Award, waarvan er 2 werden gewonnen. In 1978 won de serie een Peabody Award.

## Spin-offs
De serie bracht meerdere speelfilms voort, beginnend met The Muppet Movie (1979). Dit was de eerste keer dat de Muppets samen met echte mensen te zien waren in locaties anders dan het theater. Na de eerste film volgden nog The Great Muppet Caper (1981), The Muppets Take Manhattan (1984), The Muppet Christmas Carol (1992), Muppet Treasure Island (1996), Muppets from Space (1999), Kermit's Swamp Years (2002), It's a Very Merry Muppet Christmas Movie (2002), The Muppets' Wizard of Oz (2005), A Muppets Christmas: Letters to Santa (2008), The Muppets (2011), Muppets Most Wanted (2014) en Muppets Haunted Mansion (2021).
Het programma The Jim Henson Hour bevat veel personages die ook voorkomen in The Muppet Show. In de animatieserie Muppet Babies zijn de Muppets zuigelingen die op hetzelfde kinderdagverblijf zitten en samen opgaan in hun fantasie. In de jaren 90 kwam Muppets Tonight, een vervolg op The Muppet Show dat zich afspeelt in een televisiestudio.
De Broadwaymusical Avenue Q is losjes gebaseerd op de Muppets en Sesame Street.
In 2009 kregen de Muppets een stripserie, geschreven en getekend door Roger Langridge en uitgegeven door Boom! Studios.

## Disney+
Op 19 februari 2021 kwam de serie voor het grootste gedeelte naar Disney+. In Nederland ontbreken er drie afleveringen: Brooke Shields, Chris Langham en John Denver. Tevens ontbreken er in afleveringen verschillende fragmenten.